# William Cragh
William Cragh (Cragh en gallois signifie « galeux ») et aussi nommé William the Scabby, signifiant littéralement « William le Galeux », né vers 1262 et mort après 1307, est un guerrier gallois, partisan de Rhys ap Maredudd, le seigneur d'Ystrad Tywi, dans sa rébellion contre le roi Édouard Ier.
Capturé en 1290 par Guillaume VII de Briouze, seigneur cambro-normand de Gower, il est reconnu coupable d'avoir tué treize hommes. Cragh est exécuté à la sortie de Swansea. Durant la pendaison, la potence s'écroule deux fois. Marie de Briouze décide pour une raison inconnue de prier pour le salut de Cragh, en implorant l'aide de Thomas de Cantiloupe, l'évêque de Hereford décédé huit ans auparavant, pour qu'il demande à Dieu de faire revenir Cragh d'entre les morts. Cragh commence à montrer des signes de vie le lendemain de son exécution, se rétablit progressivement et vit encore au moins dix-sept ans après son exécution.